# Roland Kollmann
Pour les articles homonymes, voir Kollmann.
Roland Kollmann (né le 8 octobre 1976 à Villach en Autriche) est un footballeur autrichien.

## Palmarès
- Vainqueur du championnat d'Autriche de football 2003/2004: 27 buts.
- Meilleur buteur du championnat d'Autriche de football: 2004.